# 翟强
翟强（？—前305年），中国战国时期魏国人。
他和楼庳都被魏襄王倚重，但他和楼庳政见不合。楼庳主张联合楚国、秦国对付齐国，翟强主张联合齐国、秦国对付楚国。前305年，翟强去世。